# Протей європейський
Протей європейський (лат. Proteus anguinus) — хвостата амфібія родини Протеїв (лат. Proteidae), єдиний вид роду Протей (Proteus). Мешкають в підземних озерах та річечках на заході Балканського півострова. Через схожість забарвлення з кольором людського тіла амфібія отримала прізвисько «людська рибка» (словен. človeška ribica, мак. човечка рипка, чорн. човјечја рибица/čovječja ribica,  хорв. čovječja ribica, серб. човечија рибица, босн. čovječja ribica/човјечја рибица, рос. человеческая рыбка).В середні віки протеї вважалися «потомством дракона»

## Опис
Загальна довжина досягає 25—30 см, вага 15—20 грамів. Колір шкіри блідо-рожевий, проте личинки, що розвиваються на світлі, можуть мати темне забарвлення.
Голова за формою нагадує щучу. У природі всі особини сліпі. Очей не помітно, оскільки вони абсолютно сховані під шкірою. Незважаючи на присутність легенів, одними ними дихати не може. Одна з цікавих особливостей полягає в тому, що європейський протей сприймає світло всією поверхнею шкіри. Його довге, вужоподібне тіло блідо-рожевого кольору, несе 3 пари яскраво-червоних перистих зябер і маленькі слабкі кінцівки з трьома пальцями на передніх і двома на задніх ногах. Шкіра тонка, нагадує людську. Хвіст помітно коротший за тулуб, стислий з боків.

## Поширення
Ареал тягнеться від півдня Словенії до Боснії та Герцеговини. 
Все життя протей проводить в повній темряві, в холодних струмках і озерах печер, при температурі біля 10°С.  
Протей все життя проводить під землею, а в річках, що виходять на поверхню землі, зустрічається надзвичайно рідко і лише після дуже сильних злив, коли протеїв виносить з печерних річок бурхливими потоками.

## Особливості біології
Живиться у воді дрібними ракоподібними і черв'яками. На сушу не вилазить, але періодично піднімається до поверхні за повітрям.
Може багато місяців обходитися без їжі. Дослідження показали, що протеї вважають за краще жити на дуже обмежених ділянках, за рік більшість з них не долає і 10 метрів. 
Середня частота пульсу - 2 удари за хвилину. Обламані кінцівки можуть відростати знову.
Середня тривалість життя — 69 років, при цьому деякі особини живуть більше 100 років.
Статевої зрілості досягають лише у 12 років, вельми чутливі до забруднення води, можуть жити лише в чистій воді.
Запліднення внутрішнє. У природі, при температурі нижче 15 °C самиця приносить двох живих личинок довжиною 9—12 мм. Вони відрізняються від дорослих, крім розмірів, укороченим хвостом і очима, що просвічуються скрізь шкіру. Яєчники самиці продукують близько 80 яєць, але всі вони, крім двох, в нижньому відділі яйцепроводів розпливаються в загальну масу, яка йде на харчування двох личинок, що розвиваються. У неволі, при температурі близько 20 °C, самиці відкладали від 12 до 80 яєць, з яких через 90 днів з'являлися личинки довжиною до 2 см.

## Охорона
Цих протеїв у великій кількості виловлювали в підземних озерах і річках для продажу в зоопарки та туристам. Чисельність їх різко впала, і тепер їх взято під охорону і ловити заборонено. Стан більшості природних популяцій виду в межах ареалу залишається незадовільним. Саме тому він, згідно Червоного списку МСОП, отримав охоронний статус «вразливий вид».